# 6310 Jankonke
6310 Jankonke este o planetă minoră (asteroid), cu un diametru de 3,709 km, din centura de asteroizi. A fost descoperită pe 21 mai 1990 la Observatorul Palomar de Eleanor F. Helin. 
Obiectul prezintă o orbită caracterizată de o semiaxă mare de 1,9134619 UAi, o excentricitate de 0,03, o înclinație de 23,59436 ° în raport cu ecliptica.